# Ali El Ghrari
Ali El Ghrari (31 januari 1997) is een Libische boogschutter.

## Carrière
El Ghrari nam in 2014 deel aan de Olympische Jeugdspelen in de individuele en gemengde competitie maar verloor tweemaal in de eerste ronde. In 2016 bereikte hij de derde ronde op het Afrikaans kampioenschap boogschieten maar verloor daarin van de Egyptenaar Aly Amin. El Ghrari nam als eerste Libische boogschutter ooit, deel aan de Olympische Spelen. In Rio de Janeiro werd hij in de eerste ronde uitgeschakeld door de Amerikaan Brady Ellison met 6-0. In 2023 nam hij voor een tweede maal deel aan het Afrikaanse kampioenschap maar verloor in de eerste ronde.